# Mathew Brady

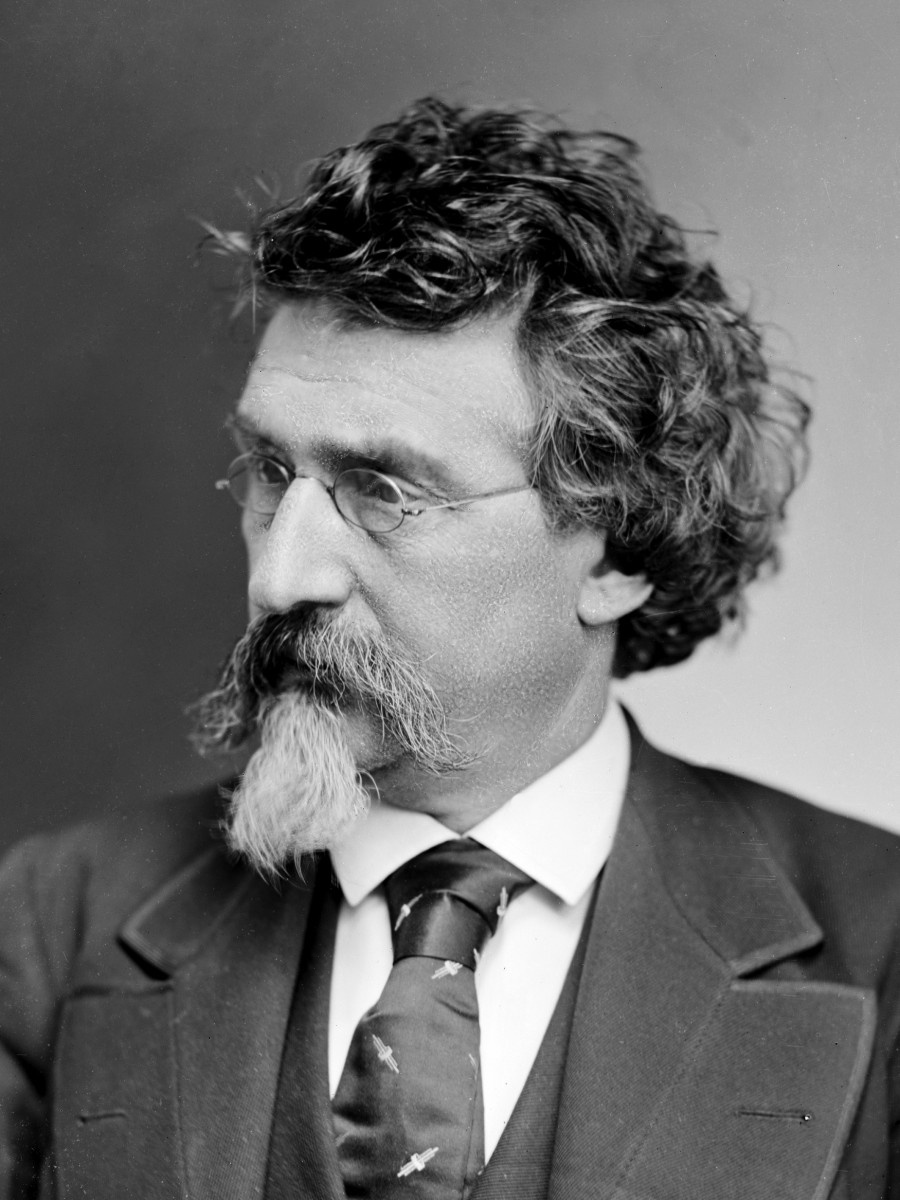
Mathew Brady

Mathew B. Brady, född 18 maj 1822 i Lake George i Warren County i New York, död 15 januari 1896 i New York, var en amerikansk fotograf, en av amerikanska inbördeskrigets mest berömda fotografer. Han bildade en grupp fotografer som dokumenterade krigets slag.
Brady började redan som 16-åring som professionell porträttfotograf.
1862 hade han sin första utställning med bilder från slaget vid Antietam; dessa visade inbördeskrigets råhet utan försköningar. 1875 inköpte USA:s kongress Bradys samling av bilder för 25 000 dollar. Denna är idag ett ovärderligt dokumentärt material.